# 田中茂樹
田中 茂樹（たなか しげき、1931年（昭和6年）4月7日 - 2022年（令和4年）10月4日）は、日本の元マラソン選手、日本人初のボストンマラソン優勝者。広島県比婆郡敷信村（現・庄原市）出身。身長162cm。庄原市民栄誉賞。

## 生涯

### 生い立ちと「広島の原爆」
1931年（昭和6年）4月7日、中国山地山間の農村・広島県比婆郡敷信村（現・庄原市）に生まれる。
14歳の時、国民学校での朝礼中、130キロ離れた広島市に投下された原爆の閃光を見た。まもなく大やけどを負った被爆者が、田中の村にもたくさん運び込まれて寺で焼かれた。「アメリカは人殺しの国じゃ」と憎悪を募らせた。
14歳で父を亡くし、2人の兄は軍隊に召集された。そのため牛の手綱を取り田畑を耕作し、母の農作業を手伝いながら1年遅れで広島県比婆西高等学校（現・広島県立庄原実業高等学校､庄原格致高等学校）比婆西高校に進学。牛が好きだったため高校では畜産科に入り、将来の夢は農村のリーダーになることだった。子どもの頃から冬になるとさせられた麦踏みで足腰が鍛えられた。母から「シゲキよ、つらい時は走るんじゃ。止まっとったらいかん。走って体を動かしゃあなんでも解決する」と言われ、田中は落ち込んだ時は常に走り、それがいつの間にか、走ることが習慣になっていった。高校までの片道4キロの山道を、雨の日も風の日も小脇に風呂敷を抱えて毎日走って通ったことがランナーの原点。比婆西高校在学中の1949年から中国駅伝で三年連続区間賞を獲得するなどで頭角を現し、当時から周囲に「韋駄天田中」と呼ばれ、各地のロードレースで成果を上げるようになった。

### ボストンマラソンメンバーに
1950年、岡部平太が戦後のマラソン界再建のため、金栗四三に提案してつくった「オリンピックマラソンに優勝する会」の最初のメンバーとなる。同年、広島で行われた第4回朝日マラソン（福岡国際マラソンの前身）に初出場し、高校生ながら10位。1951年、海外派遣選手の予選会になった山口県の大会で2時間28分16秒の日本記録、及び戦後の世界最高記録をマーク、19歳で日本が初参加したボストンマラソン代表の一人となった。
戦後の日本はあらゆる分野で国際舞台から締め出され、戦後初のロンドンオリンピックには出場が許されず。陸上競技の復帰は、1951年3月にインド・ニューデリーで開催された第1回アジア競技大会からで、世界的な規模の大会に出るのはボストンマラソンが戦後初めてだった。日本に対する世界の関心も薄く、日本マラソン界は、戦争を挟んで長く国際舞台から遠ざかり、大きく後れをとってしまったかに見えた。マラソンチーム監督の岡部平太は「民族の誇りを復活させるには、アメリカで国民的行事であるボストンマラソンを制するのが1番」と考えた。ボストンマラソンは、当時オリンピックに次ぐ権威があり、第二次世界大戦以来、日本人アスリートに開かれた最初の国際スポーツイベントの1つだった。今でこそ毎年3万人も走る伝統のボストンマラソンだが、その年の参加者は153人で、ほとんどの日本人はボストンマラソンなど誰も知らなかった。
田中もアメリカはまだ敵国のイメージを持ち、母子家庭で貧乏でもあり、出場を断ったが、高校の校長が中心となって費用を工面し、「アメリカに負けるんじゃないぞ！」という地元の人たちの金銭的後押しもあって出場を決めた。当時でいう70万円という途方もない渡航費は自己負担を強いられ、地元広島の人たちやハワイの日系人の寄付の他、同郷の織田幹雄や、進学の決まっていた日大OBたちが必死にかき集めたといわれる。
ボストン到着後、国防総省の関係者から連行され、被爆状況や日本人の思考について尋問を受ける。多くの被爆写真を見せられ「これは本当なのか」と質問された。田中は「事実です。あなたたちが原爆を落としたせいです」と答えた。「そうか。ヒロシマの人間は全員死んだと思っていたが、そうではなかったのか。では、あなたに訊きたい。戦争を起こさないためには何が必要ですか?」と聞かれたため、「必要とかいう問題じゃない。戦争を起こさなければいいだけだ。そんなの当たり前じゃないか！」と田中はストレートに自分の気持ちをぶつけた。すると、男は通訳と一緒に拍手をした。「あなたの言っていることはもっともだ。大会では応援する。頑張ってくれ」と言った。翌日のアメリカの新聞は田中を「アトムボーイ」、全滅したと思われた広島から選手が出場する、と大きく書きたてた。当時の多くのアメリカ人の日本に対する認識はこの程度だった。田中の自己ベストは前3回の優勝を凌ぐもので、アメリカのマスメディアからも注目を浴びたが、日本人ランナーは主に平らな地面で訓練していたため、ボストンの丘に不向きなのではという前評判だった。
田中も含め出場する4人の選手は、誰でもいいから優勝しないと捕虜になるか、酷い目に遭うだろうと話し合った。大会が近づくにつれ、選手たちは初めて経験する重圧に押し潰されそうになった。そんな気持ちを察した岡部は大会2日前に「いろんなスポーツを観るのも勉強になるぞ」とフィギュアスケートの観戦を選手に勧めた。結局、田中一人だけで会場に行ったが、女子選手が氷の上で飛び跳ねたり回転したり滑ったりする初めて見る光景に驚き、「これは何をやっとるんですか?」と付添人の男に訊いた。「氷の上での演技に、審判が点数をつけて競う競技です」と聞くと、田中はいきなり唸り声を上げ「うぉぉぉ！これはまるで舞子さんが舞っとるようじゃ」と、興奮しすぎて、いつの間にか鼻血を流した。田中はアメリカは想像していたのとは全然違ってスケールが大きいし、素晴らしい国だと認識、緊張は吹っ飛んだ。田中を縛り付けていた敵対心や警戒心は消え、プレッシャーからも解き放たれた。晴れ晴れとした気持ちで、運命のスタートラインに立てた。

### ボストンマラソン優勝
4月19日レース当日、田中は「原爆で負けたと言われたくない」と奮起し、2位に3分以上の差をつける圧勝で、当時の歴代3位にあたる2時間27分45秒で優勝を飾った。また他の日本人選手も3人も入賞と健闘。田中は広島の山奥育ちで原爆と関係ないが、「Japanese A-Bomb Survivor Wins Boston A.A. Marathon」「19歳の原爆ボーイに栄冠」「敗戦国の日本が戦勝国に乗り込んでの勝利」などと田中優勝を伝えるビッグ・ニュースが世界を駆け巡った。ボストン・グローブは、ダグラス・マッカーサー連合国最高司令官の退任を伝える記事と同じ一面のトップに並列して田中の優勝を報じるなど、地元ボストンの新聞は、軒並み「JAP WINS」の軽蔑的な見出しで溢れた。敗戦で肩身の狭い思いをしていたアメリカ在住の日本人は涙を流して喜び、敗戦以来アメリカの地で「おれは日本人だ」と心の底から叫ぶことが出来たのは、この時が初めてであったろうといわれる。その夜田中は黒人達にバーに連れ出され「お前は凄い。俺達は白人には勝てない」祝福された。田中の優勝は日本人としてベルリンオリンピックで優勝した孫基禎を除けば、日本人選手の主要マラソン優勝第1号であり、戦後の日本陸上界の空白を一気に埋めた優勝で、日本人として戦後の国際舞台での初めての優勝であったため、敗戦に打ちひしがれ、GHQの占領統治下にあった日本の国民を大いに勇気づけ、国民的英雄ともなった。

### 帰国後の苦悩
田中の勝利は、日本の国際舞台での戦後復帰の象徴となり、日本マラソンの火付け役、マラソンの〈お家芸〉への足掛かり、日本人アスリートの成功の礎となり、次世代の日本人ランナーに大きな影響を与えた。多くの若い日本人ランナーがボストンマラソンをまず目標に置くようになり、日本マラソンの国際舞台進出に先鞭をつけた。
帰国後に広島駅で見つかり、無理やり木炭トラックに乗せられ、故郷の敷信村まで3時間の凱旋パレードとなった。沿道は小旗を振る人達で溢れた。連日の歓迎会は地獄だったという。
日本の戦後オリンピック復帰となるヘルシンキオリンピックが翌年に迫り、オリンピックも勝てると言う周囲の重圧が田中を苦しめた。のちに「円谷幸吉の気持が痛いほど分かるよ」と語った。日本大学に進学し箱根駅伝には4年連続出場。2年時に山登りの5区で区間1位。しかし膝に軟骨が出る故障を起こし、回復が遅れ練習不足のまま1952年、ヘルシンキ五輪の代表選考レースとなった毎日マラソン（現・びわこ毎日マラソン）に出場したが惨敗。オリンピック出場は成らず。故障の悪化で大学時代に競技生活を終え、ボストンマラソン優勝を唯一の勲章に現役を退いた。
その後は西武百貨店などに勤務し、日本陸上競技連盟理事、全国マラソン連盟会長などを務め、1999年には地域ランナーを育てる陸上クラブ「東京ハリアーズ」を旗揚げするなどマラソンの普及に尽力した。

### 盗難事件と「2つのボストンマラソン金メダル」
晩年は妻の両親が土地を持っていた栃木県宇都宮市に転居し一人暮らしをしていた。
1998年（平成10年）5月5日夜から6日の朝にかけて、宇都宮の自宅で施錠せずに就寝していたところ、空き巣に押し入れを荒らされボストンマラソンで獲得した金メダルも盗まれてしまった。
その後、ボストン体育協会からの「初の日本人優勝者であり当時の最年少記録保持者である田中茂樹に出来ることはないか」という厚意により、獲得当時からは多少デザインは異なるものの、1998年（平成10年）6月に、ボストンマラソン金メダルを再授与された。この時の金メダル再交付に田中はアメリカの懐の大きさを改めて知ったと語った。
ところが盗難に遭ってから2ヶ月後の7月、宇都宮東警察署の他の窃盗事件の捜索中に「田中茂樹のボストンマラソン金メダル」が発見された。そして7月22日に田中に金メダルが返還された。田中は「警察と報道の方に感謝します」と語った。
その後、同年8月に「2つの金メダル」は、田中から秩父宮記念スポーツ博物館へと寄託された。そして現在も秩父宮記念スポーツ博物館の常設展示場の「戦後のスポーツ復興（戦後～現在）」エリアに「田中茂樹が獲得したボストンマラソン日本初優勝の金メダル」が常設展示されている。
2022年10月4日、91歳で心不全で死去。
ボストンマラソンの大会本部が出している公式歴代優勝者名簿の欄には「Hioroshima Japan」と田中一人だけが国名以外に出身地まで記載されている。

## 逸話
- この時代まで日本のマラソン選手は、指又のあるマラソン足袋を履いて走った[2][18][24][37]。田中もマラソン足袋でボストンマラソンを優勝した[7][15][24]。ゴール直後、外国人新聞記者達は血相を変えて　｢早く靴を脱げ｣と田中に迫った[2][15][18]。理由も分からず靴を脱ぐと記者たちは、「おお、ちゃんと指が5本あるじゃないか。人間で良かった」と安堵の表情をした[2][15][18][38][39]。記者たちが「日本人の足の指は2本しかないのか」と訝しんでいたためだった[2][18][38][39]。これを聞いて外国人選手たちがジョークを交えて一斉に笑いだしたという[15]。